# Bosquerola gorjagroga
La bosquerola gorjagroga (Setophaga dominica) és un ocell de la família dels parúlids (Parulidae).

## Hàbitat i distribució
Habita boscos de pins, xiprers dels patans i boscos de rivera des del nord-est de Dakota del Nord, sud-est d'Iowa i sud de Wisconsin, centre d'Indiana, centre d'Ohio, centre de Pennsylvania, centre de Nova Jersey i Connecticut cap al sud fins l'est de Texas, costa del Golf i centre de Florida.